# Brama Raduńska
Brama Raduńska (niem. Radaunetor) – niezachowany obiekt hydrotechniczny w ciągu nowożytnych obwałowań Starego Miasta w Gdańsku. Pozwalał na przepływ wód Kanału Raduni przez miejskie fortyfikacje. 

## Historia
Kanał Raduni to sztuczny przekop rzeki Raduni, wykopany w XIV wieku przez Zakon krzyżacki w celu zapewnienia Gdańskowi wody pitnej, energii dla młynów oraz dla zasilenia fos miejskich. W drugiej połowie XV wieku Stare Miasto otoczono od zachodu nowym ciągiem murów miejskich z fosą, co spowodowało konieczność przeprowadzenia wód Kanału Raduni przez nowe umocnienia. Problemem była zwłaszcza głęboka fosa, nad którą trzeba było przeprowadzić wody Kanału. W tym celu w 1480 roku zbudowano przepust w murach i chroniącą go Bramę Raduńską. Brama miała formę niewielkiego budynku, w którym mieścił się przepust, przylegający do niezachowanej Baszty Raduńskiej. Przepust Bramy Raduńskiej był zamykany opuszczaną w nurt wody kratą.
Obiekt został przebudowany w 1563 roku. Odtąd znajdował się przy lewym czole Bastionu św. Elżbiety, poprzedzony kamiennym akweduktem ponad fosą, wspartym na łękach. Akwedukt posiadał cztery kamienne wieżyczki, uniemożliwiające przejście po koronie obiektu. W 1636 roku, podczas przebudowy Bastionu św. Elżbiety, zburzono kamienny akwedukt i zastąpiono go drewnianym. Nad przepustem znajdował się herb Gdańska. Bramę rozebrano w 1895 roku. 